# Porúbka (Žilina)
Porúbka (ungarisch Túrirtovány – bis 1899 Porubka) ist eine Gemeinde im Norden der Slowakei mit 519 Einwohnern (Stand 31. Dezember 2024) im Okres Žilina, einem Kreis des Žilinský kraj.

## Geografie
Die Gemeinde befindet sich im Talkessel Žilinská kotlina am rechten Ufer der Rajčanka. Das Ortszentrum liegt auf einer Höhe von 376 m n.m. und ist neun Kilometer von Žilina entfernt.
Nachbargemeinden sind Lietavská Lúčka im Norden, Turie im Osten und Südosten, Rajecké Teplice (Ortsteil Poluvsie) im Süden und Lietavská Svinná-Babkov im Westen.

## Geschichte

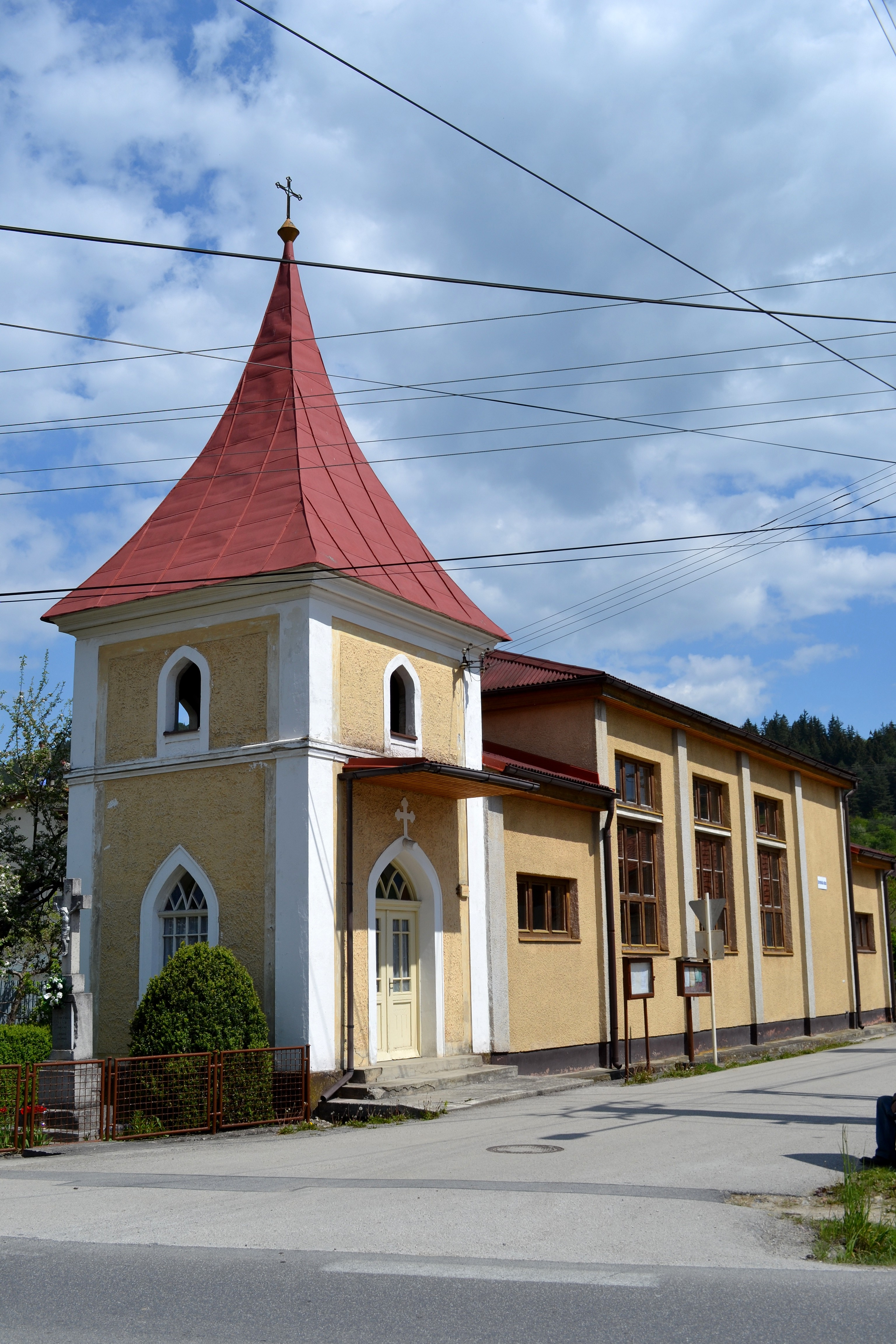
Kapelle in Porúbka

Der Ort wurde zum ersten Mal 1362 als Poruba schriftlich erwähnt und gehörte damals zum Herrschaftsgebiet der Burg Lietava; der Name weist auf eine Gründung in einer Waldlichtung hin. Danach war das Dorf Besitz der Adelsfamilien Praznovszky und Egresdy, ehe der Besitz bis zum 18. Jahrhundert zum Herrschaftsgut der Burg Strečno wechselte. 1598 stand eine Mühle sowie sieben Häuser im Ort, 1784 hatte die Ortschaft 20 Häuser, 22 Familien und 175 Einwohner mitsamt dem Meierhof Podhradek. 1828 zählte man 23 Häuser und 255 Einwohner, die als Hirten, Holz- und Sägearbeiter beschäftigt waren.
Bis 1918 gehörte der im Komitat Trentschin liegende Ort zum Königreich Ungarn und gehörte danach zur Tschechoslowakei beziehungsweise heute zur Slowakei. 1936 wurde die ganze Gemeinde elektrifiziert.
Von 1960 bis 1990 war Porúbka Teil der Gemeinde Lietavská Lúčka.

## Bevölkerung
| Jahr                | 1994 | 2004    | 2014    | 2024     |
| ------------------- | ---- | ------- | ------- | -------- |
| Anzahl der Personen | 446  | 455     | 466     | 519      |
| Unterschied         |      | +2,01 % | +2,41 % | +11,37 % |

| Jahr                | 2023 | 2024    |
| ------------------- | ---- | ------- |
| Anzahl der Personen | 529  | 519     |
| Unterschied         |      | −1,89 % |

Gemäß der Volkszählung 2011 wohnten in Porúbka 440 Einwohner, davon 383 Slowaken und ein Tscheche. 56 Einwohner machten keine Angabe zur Ethnie.
351 Einwohner bekannten sich zur römisch-katholischen Kirche und vier Einwohner zur Evangelischen Kirche A. B. 24 Einwohner waren konfessionslos und bei 61 Einwohnern ist die Konfession nicht ermittelt.

## Bauwerke
- Dreifaltigkeitskapelle

## Verkehr
Porúbka besitzt eine Haltestelle an der Bahnstrecke Žilina–Rajec und liegt direkt an der Straße 1. Ordnung 64 zwischen Žilina und Rajec.